# 四氟铵
四氟铵离子是一种带正电荷的多原子离子，化学式为NF+
4。它是铵根离子中的氮原子周围的氢原子全部被氟原子所取代的产物。
四氟铵的存在形式主要是一系列含氟阴离子的盐。这些例子包括氟化氢根离子(HF−
2)，四氟合溴酸根离子(BrF−
4)，金属五氟化物阴离子(XF−
5（其中X是Ge、Sn或Ti)），六氟化物阴离子（XF−
6）（其中X是P、As、Sb、Bi或Pt)，七氟化物阴离子（XF−
7）（其中X是W、U或Xe)，八氟化物阴离子（XeF2−
8）， 许多种氟氧化物(XF
5O−
（其中X是W或U）、FSO−
3、BrF
4O−
)以及高氯酸根(ClO−
4)。四氟铵的硝酸盐NF
4NO
3，未能获得。

## 结构
四氟铵离子的空间构型为正四面体，估计氮-氟键的键长为124 pm。其中所有的氟原子都是等效的。

## 制备
四氟铵盐的制备方法是在强路易斯酸（作为氟离子的受体）存在的条件下，用氟氧化三氟化氮。Tolberg、Rewick、Stringham和Hill在1966年最早进行的制备实验使用五氟化锑作为路易斯酸：
2 NF
3 + F
2 + 2 SbF
5 → 2 NF
4SbF
6
六氟砷酸盐也可以通过与五氟化砷的类似反应在120 °C时制备：
2 NF
3 + F
2 + 2 AsF
5 → 2 NF
4AsF
6
800 °C下三氟化氮与氟气和三氟化硼反应得到四氟硼酸盐：
2 NF
3 + F
2 + 2 BF
3 → 2 NF
4BF
4
NF+
4盐也可以通过二氟化氪（KrF
2）氟化NF
3来制备，作为路易斯酸的是氟化物MF
n（其中M是Sb、Nb、Pt、Ti或B）。 比如，NF
3与KrF
2和TiF
4的反应生成[NF+
4]
2TiF2−
6。

## 反应
四氟铵盐具有强烈的吸湿性。NF+
4离子很容易水解成三氟化氮、氟化氢根离子H
2F+
和氧气：
2 NF+
4 + 2 H
2O → 2 NF
3 + 2 H
2F+
 + O
2
反应过程中也产生一些过氧化氢（H
2O
2）。
NF+
4SbF−
6与碱金属硝酸盐的反应产生硝酸氟（FONO
2）。

## 应用
NF+
4盐在使用固体燃料的NF
3–F
2气体发生器中是很重要的。四氟铵及其含烃基的衍生物在有机化学中也被用作芳香族化合物的亲电氟化试剂:

## 延伸阅读
- Karl O. Christe; William W. Wilson; Richard D. Wilson. Coordinatively saturated fluoro cations. Oxidative fluorination reactions with fluorokrypton(1+) salts and platinum hexafluoride (PtF6). Inorg. Chem. 1984, 23, 14, 2058–2063. doi:10.1021/ic00182a016.